# Robert Colquhoun
Robert Colquhoun (Kilmarnock, 20 de desembre de 1914 - Londres, 20 de setembre de 1962) va ser un pintor, gravador i escenògraf escocès.

## Biografia
Colquhoun va estudiar a l'Acadèmia de Kilmarnock. Va obtenir una beca per estudiar a l'Escola d'Art de Glasgow, on va conèixer Robert MacBryde. Amb ell, va establir una relació durant tota la vida i van col·laborar professionalment; a la parella se la coneixia com "els dos Roberts". Es va ajuntar amb MacBryde amb una beca de viatge a França i Itàlia des de 1937 fins a 1939, abans de servir com a conductor d'ambulàncies al Royal Army Medical Corps durant la Segona Guerra Mundial. Després de lesionar-se, va tornar a Londres el 1941, on va compartir espai d'estudi amb MacBryde. La parella va compartir una casa amb John Minton i, a partir de 1943, amb Jankel Adler.
Les primeres obres de Colquhoun de treballadors agrícoles i obrers van ser fortament influenciades pels colors i la llum de l'Ayrshire rural. El seu treball es va convertir en un estil més auster, expressionista, fortament influenciat per Pablo Picasso, i es va concentrar en el tema de la figura aïllada i agonitzant. Des de mitjans de la dècada de 1940 fins a la dècada de 1950 va ser considerat un dels artistes més importants de la seva generació. Juntament amb la de MacBryde, l'obra de Colquhoun es mostrava regularment a la Galeria Lefèvre a Londres. A l'altura del seu reconeixement tenia un gran cercle d'amics —incloent-hi Michael Ayrton, Francis Bacon, Lucian Freud i John Minton, així com els poetes George Barker i Dylan Thomas— i era conegut per les festes al seu estudi (77 Bedford Gardens). Colquhoun va ser també un prolífic gravador i va produir un gran nombre de litografies i monotips al llarg de la seva carrera.
Durant i després de la Segona Guerra Mundial va treballar amb MacBryde en diverses escenografies, per exemple per a Macbeth de John Gielgud, El Rei Lear a Stratford i l'espectacle de ballet escocès Donald of the Burthens de Léonide Massine, produït per Sadler's Wells Theatre al Covent Garden el 1951.
Robert Colquhoun va morir, alcohòlic, en una relativa foscor a Londres el 1962. MacBryde es va traslladar a Dublín, on va morir en un accident de trànsit el 1966. El seu amic Anthony Cronin els descriu amb respecte i afecte en les seves memòries Dead as Doornails.

## Obres
- Mysterious Figures (1960)
- Woman with Leaping Cat (1945)